# Cisztin
A cisztin természetes tápanyag. Főleg a tojás és a halak fehérjéiben, illetve a tej kazeinjében található meg nagy mennyiségben. A búza- és a kukoricaglutének szintén bőséges metionin- és cisztinforrások, de megtalálható a hagymában, fokhagymában, májban, szezámmagban és más magokban is.
Az emberi szervezetben elsősorban a szőrzetben, szaruképződmények, körmök keratinjában(en) fordul elő.
Kiegészítő élelmiszertermékek alkotórésze a haj, köröm és bőr egészségét javítandó. Napi ajánlott adagja 1–1,5 g (a táplálékkal bevitt cisztinnel együtt).
Élelmiszeradalék (E921).

## Története
1810-ben fedezték fel. 1899-ben állati patából állították elő; ekkor derült ki, hogy fehérjék alkotórésze. Nagy mennyiségben fordul elő váz- és kötőszövetben, hajban, szőrben, patában, gyapjúban.

## Szerepe az emberi szervezetben
Elősegíti a B6-vitamin hasznosulását, az inzulintermelést, a bőr- és égési sérülések gyógyulását, hörghurut esetén a légutakban letapadt nyák kiürülését.
Fontos szerepet játszik a szervezet méregtelenítésében, többek között a dohányfüst és a másnaposságot okozó acetaldehid hatásának csökkentésében.
Megemeli a glutation szintjét a tüdőben, májban, vesében és a csontvelőben, ezzel gátolja a szervezet öregedését.
Ciszteinből keletkezik. A cisztein fehérjeépítő aminosav, melyet az ember metioninből állít elő. A metionin esszenciális fehérjeépítő aminosav. A táplálékbeli cisztin lehetővé teszi a szervezet számára, hogy a létfontosságú metionint más célokra (pl. fehérjeépítésre) használja fel.
A cisztinuria(en) egy ritka, recesszíven öröklődő genetikai betegség, melynek következtében a cisztin a vizeletbe kerül, és gyakran vesekövet okoz.
Egy másik cisztinnel kapcsolatos betegség a cisztinózis(en). Ez is ritka örökletes betegség, bár a rendkívül magas cisztin-szint is okozhatja. Öröklött formájában főleg gyerekkorban fordul elő, leggyakrabban Franciaországban és Québec-ben. Az aminosav-anyagcsere zavara, melynek következtében a cisztin felhalmozódik és kikristályosodik a sejtekben, elsősorban a szemben és a vesében, és károsítja azokat.
A cisztinózis a vesetubulusok sejtjeinek károsításával Fanconi-szindrómát(en) okozhat. (A szindróma okozója más is lehet, pl. drogok vagy nehézfémek.)

## Fizikai/kémiai tulajdonságok
Fehér por vagy kristály. 240 °C-on (más források szerint 260 °C-on) olvadás közben bomlik. Vízben gyengén (0,19 mg/mL), savakban, lúgokban jól oldódik.  Fehérjékből savas hidrolízissel kinyerhető.
Királis molekula, két optikai izomerje létezik. Az élővilágban az l-cisztin fordul elő, a d-enantiomer nem.

## Előállítás
Fodrászatból származó emberi hajat gondosan megtisztítanak, többször átmosnak, majd egy lombikban 20%-os sósav gőzében hevítik 120–144 órán át, amíg a biuret-próba teljesen negatív nem lesz. Ezután leszűrik, majd hűtés és keverés közben 40%-os nátrium-hidroxidot, majd nátrium-acetát telített oldatát adják hozzá. Három nap múlva a csapadékként keletkezett, és még tirozint és emberi pigmentet is tartalmazó cisztint kiszívják a lombikból, feloldják 3%-os sósavban, leszűrik, és aktív szénnel eltávolítják a színanyagokat.
Ezt újabb szűrés és további tisztítás követi, majd desztilláció útján kapják a végtermék cisztint. A kitermelés hozama 5.0–5,3%. Ha emberi haj helyett báránygyapjúból indulnak ki, akkor a hozam 2,6%.